# Maria Czapska
Maria Dorota Leopoldyna Czapska (6. února 1894 Praha – 11. června 1981 Maisons-Laffitte, Francie) byla polská spisovatelka, literární historička, esejistka a autorka pamětí (pseudonymy: Dorota Obuchowicz, Maria Strzałkowska, Dorota Thun). Pocházela z jednoho z nejbohatších rodů usazených na někdejším polsko-litevském území. Sestra významného polského malíře Józefa Czapskeho, v dospělém životě žijící v emigraci v Paříži.

## Život
Maria Czapska se narodila do bohaté šlechtické rodiny. Jejím otcem byl hrabě Jerzy Hutten-Czapski, jehož linií byla Marie spřízněna s mocný rodem Radziwiłłů. Jejím dědečkem byl Emeryk Hutten-Czapski, významný polský diplomat a numizmatik, zakladatel muzea Czapskich v Krakově. Její matka, Josefina Thun-Hohenstein, pocházela z české děčínské větve rodu Thun-Hohensteinů.
Mládí trávila na zámku v Przyłukách poblíž Minsku v dnešním Bělorusku. Po první světové válce připadlo rodové sídlo Sovětskému svazu a rodina Czapskich byla nucena své panství opustit. Marie započala svá studia v Krakově, v letech 1925–1930 však pokračovala jako stipendistka v Paříži. Napsala zde práci o Adamu Mickiewiczovi (La vie de Mickiewicz, 1931). Mezi válkami působila v řadě polských kulturních časopisů. Během druhé světové války mimo jiné pomáhala v organizaci Żegota pomáhající Židům. Po válce emigrovala do Paříže a od roku 1947 spolupracovala s polským exilovým časopisem Kultura.

## Dílo
- La vie de Mickiewicz, Paris 1931
- Ludwika Śniadecka, Kraków 1938
- Szkice mickiewiczowskie, London 1963
- Dwugłos wspomnień (pisane z bratem), London 1965
- Europa w rodzinie, Paris 1970 – paměti v nichž vzpomíná na dějiny celého rodu, své vlastní dětství a mládí v prostředí tradičního aristokratického rodu "světu včerejška". (České vydání: Evropa v rodině, Academia: Praha 2010. Překlad: Jaroslav Šubrt. ISBN 978-80-200-1887-8)
- Czas odmieniony, Paris 1978
- Gwiazda Dawida, London 1975
- Polacy w ZSRR (1939–1942) (antologie), Paris 1963
- Ostatnie odwiedziny i inne szkice, Warszawa 2006